# St. Lawrence (Wisconsin)
St. Lawrence – miasto w Stanach Zjednoczonych, w stanie Wisconsin, w hrabstwie Waupaca.